# Funzione q-esponenziale
Nella matematica combinatoria e nello studio delle funzioni speciali il termine q-esponenziale viene usato per due q-analoghi della classica funzione esponenziale.

## Definizioni
Consideriamo le seguenti funzioni
{\displaystyle e_{q}(z):=\sum _{n=0}^{\infty }{\frac {z^{n}}{(q;q)_{n}}}=\prod _{n=0}^{\infty }(1-zq^{n})^{-1}={\frac {1}{(z;q)_{\infty }}}}
e
{\displaystyle E_{q}(z):=\sum _{n=0}^{\infty }{\frac {q^{n \choose 2}z^{n}}{(q;q)_{n}}}=\prod _{n=0}^{\infty }(1+q^{n}z)=(-z;q)_{\infty }} .
dove 
{\displaystyle (z;q)_{n}:=(1-z)(1-zq)\cdots (1-zq^{n-1})}
è il q-fattoriale crescente.
Che la prima funzione costituisca un q-analogo dell'esponenziale ordinario segue dalla proprietà
{\displaystyle \left({\frac {d}{dz}}\right)_{q}e_{q}(z)=e_{q}(z)}
dove l'operatore di derivazione a sinistra è la q-derivata. L'identità precedente si verifica facilmente considerando la q-derivata del monomio
{\displaystyle \left({\frac {d}{dz}}\right)_{q}z^{n}=z^{n-1}{\frac {1-q^{n}}{1-q}}=[n]_{q}z^{n-1}} .
Qui {\displaystyle [n]_{q}} denota il q-bracket.

## Proprietà
Per q reale con {\displaystyle q<1} la funzione {\displaystyle e_{q}(z)} è una funzione intera di z. 

## Espressione ipergeometrica
In termini della q-serie ipergeometrica, la prima 
funzione q-esponenziale {\displaystyle e_{q}(t)} 
viene espressa da 
{\displaystyle e_{q}(z)=\;_{1}\phi _{0}(0;q,z)} .
Esiste una simile espressione per la seconda funzione in termini 
della q-serie ipergeometrica generalizzata.